# Devil May Cry 2
Devil May Cry 2 (яп. デビル メイ クライ 2) — відеогра в жанрі hack and slash, розроблена і видана Capcom в 2003 році, ексклюзивно для PlayStation 2. Спочатку вона була непрямим продовженням Devil May Cry (події четвертої частин відбувалися між ними) і останньою в загальній хронології серії. Але після виходу Devil May Cry 5, її було зміщено, і вона стала третьою в хронології (перед подіями четвертої частини).
Як і першу Devil May Cry та Devil May Cry 3, гру було перевидано в складі Devil May Cry HD Collection для PlayStation 3 та Xbox 360 3 квітня 2012 року, а 13 березня 2018 для PlayStation 4, Xbox One та Windows..
Сюжет розповідає історію боротьби мисливців на демонів Данте та Люсії проти президента злочинної корпорації «Уроборос», який прагне отримати силу і безсмертя, прикликавши демона Агросакса. На відміну від попередньої гри, Devil May Cry 2 має в більшості сучасний урбаністичний антураж.

## Ігровий процес
Як і в попередній грі, гравцеві належить переміщуватися різними локаціями, знищуючи на них супротивників і вирішуючи поставлені завдання і головоломки.
Система рейтингу вправності гравця ускладнилася: до підсумкового лічильника додалися показники отриманих ушкоджень, використаних предметів і стилю бою. Змінився і сам процес бою. З'явилася спеціальна кнопка ухилення, що дозволяє гравцеві виконувати різноманітні акробатичні трюки під час бою: підкочуватися, бігати по стінах. Також з'явилася можливість перемикання між холодною і вогнепальною зброєю, не відкриваючи вікно інвентаря.
Здібності Данте також зазнали деяких змін. Режим Devil Trigger тепер використовується за допомогою Амулета, який впливає на нього. Гравець має на вибір кілька типів каменів під назвою Диявольські Серця (англ. Devil Hearts), які дають різні здібності. Також з'явилася нова форма Маджін (англ. Majin Form), яка посилює наявний Devil Trigger, коли у Данте мало здоров'я.
Було введено другого ігрового персонажа — Люсію. Вона, як і Данте, має свій Devil Trigger та набір прийомів і здібностей.

## Персонажі
- Данте (англ. Dante) — головний герой, мисливець на демонів, напів-людина, напів-демон завдяки тому, що є сином земної жінки Єви і демона Спарди, який колись став на захист людей від своїх побратимів.
- Люсія (англ. Lucia) — мисливець на демонів, член клану Ві де Марлі (англ. Vie de Marli), який захищає жителів острова Думарі. Насправді була штучно створена Аріусом під ім'ям Чі (Кай), але загубилася і потрапила до Матьє, яка виховали її як дочку.
- Матьє (англ. Matier) — стара жінка, член клану Ві де Марлі. Є названою матір'ю Люсії. Саме вона заманила Данте на острів, щоб він поборов Аріуса.
- Аріус (англ. Arius) — багатий бізнесмен, президент корпорації «Уроборос» (англ. Uroboros). Прагне стати могутнім і безсмертним, викликавши демона Агросакса, для чого йому потрібні чотири артефакти, Аркани. Створив собі демонів-слуг, серед яких була і Люсія.
- Агросакс Хаос (англ. Argosax the Chaos) — могутній владика демонів, який колись з'явився в світі людей, але був запечатаний Спардою і кланом Ві де Марлі за допомогою чотирьох артефактів.

## Сюжет
На початку гри злодійка Люсія викрадає з музею експонат Аркана Медалія (англ. Arcana Medaglia), коли на неї нападають демони. Їй на допомогу приходить Данте, який отримав від Люсії чергове замовлення. Злодійка залишає підказку де її шукати далі і йде.
Данте прибуває на острів Думарі в прибережне безлюдне містечко, де зустрічає демонів. Згодом він знаходить Люсію і її матір Матьє, яка розповідає, що разом з дочкою є членами клану Ві Де Марлі, який споконвіку захищав острів від нечистої сили. Причиною виклику на острів є глава міжнародної корпорації «Уроборос» на ім'я Аріус, який бажає отримати силу демона Аргосакса. Щоб здійснити задумане, йому потрібні Аркани — древні артефакти, якими батько Данте, Спарда, запечатав демона. Щоб полегшити пошуки, лиходій прикликав демонів, які розігнали людей. Матьє обіцяє в разі успіху Данте розповісти йому про Спарду, який колись бився разом з кланом Ві Де Марлі. Данте підкидає монету і, викинувши герб, погоджується на цю справу.
Данте і Люсія ідуть різними дорогами. Люсія зустрічає Аріуса і той доводить, що дівчина — його творіння, демон на ім'я Чі (Кай), випадково втрачена і вихована Матьє. Люсія б'ється з ним, але Аріус переносить її в інше місце.
Тим часом Данте, відшукавши на покинутому складі мотоцикл, вирушає до Аріуса. Йому на заваді стають Заражена техніка і демон Нефастуріс (англ. Nefasturris), котрий руйнує місто своїми лазерами. Тому Данте знаходить президента Уробороса коли Люсії вже немає біля нього. Аріус уникає битви, викликавши чергового демона і тікає на особистому вертольоті. Коли Данте нарешті знаходить напарницю, та просить віддати останній Аркан Матьє, а сама йде на бій з Аріусом. Та їй не вдається виграти і Люсія опиняється в полоні лиходія.
Розуміючи, що її дочка в полоні, Матьє попросила Сина Спарди взяти всі Аркани і врятувати Люсію. Здійснивши обмін артефактів на дівчину, Данте тікає з нею, рятуючись від магічного вибуху, влаштованого Аріусом.
Знову зустрівшись з названою матір'ю і почувши від неї, що кровні зв'язки для неї не важливі і Люсія все-одно їй дочка, Люсія повертається до Данте.
Незабаром настає сонячне затемнення, час, підходящий для ритуалу виклику Агросакса. Всі чотири Аркани, здавалося б, діють, але з Аркана Медалія щось негаразд. Данте, показавши, що замінив артефакт підробкою, застрелює Аріуса. Та ворота в світ демонів все-одно відкриваються. Данте сперечається з Люсією хто повинен вирушити побороти Агросакса і спір вирішується монетою — випав орел, тому в бій іде Данте.
Знищивши Аріуса вже в образі демона, Люсія бачить, що монета має герби на обох сторонах. Данте ж б'ється з Агросаксом, який набуває форм всіх раніше зустрінених демонів, а потім і справжньої форми — вогненної крилатої постаті. Данте вибирається зі світу демонів на мотоциклі, хоч це прямо і не показано. Люсія чекає на нього в агентстві і, почувши знадвору звук мотоцикла, вибігає назустріч.

## Оцінки
| Агрегатор    | Оцінка |
| ------------ | ------ |
| GameRankings | 73.56% |
| Metacritic   | 68/100 |

| Видання   | Оцінка |
| --------- | ------ |
| Eurogamer | 5/10   |
| GamePro   | [ 7 ]  |
| GameSpot  | 6.4/10 |
| IGN       | 7/10   |

Гра отримала змішані відгуки, зі значно нижчими балами, ніж її попередник. Головною скаргою було те, що складність, порівняно з попередньою грою, знизилася. Бойова система також зазнала критики як менш вишукана, зі слабшими або сильнішими варіантами тієї самої зброї замість різних видів зі своїми перевагами і недоліками. Бої були піддані критиці за те, що вимагають менше стратегії, ніж в оригіналі. Оточення також називалося менш деталізованим, ніж оточення першої гри, обмінявши деталізацію на відкритий простір. Отримані Данте риси не завжди схвалювалися рецензентами; він став менш зухвалим і рідко говорив під час гри. Додавання другого диска було відмічене як дешевий спосіб для розробників збільшити реграбельність гри, шляхом місій за Люсію, які є просто переробленими місіями за Данте, з незначними варіаціями. GameSpot вибрав Devil May Cry 2 як найбільш розчаровуючу відеогру 2003 року. UGO Networks дав Devil May Cry 2 дев'ятнадцяте місце в своєму списку «найбільших розчарувань у відеоіграх».
Тим не менше, гра також отримала і позитивні відгуки. PSXextreme, наприклад, оскаржили аргументи багатьох критиків, заявивши, що оточення виглядає гірше тільки через свій розмір, і це єдина причина чому Devil May Cry 2 не вдалося перевершити попередника. Electronic Gaming Monthly похвалив схему управління гри і нові ідеї, а також задумку показувати двох головних героїв на окремих дисках.